# 基訥河
46°37′05″N 7°41′01″E / 46.61800°N 7.68373°E

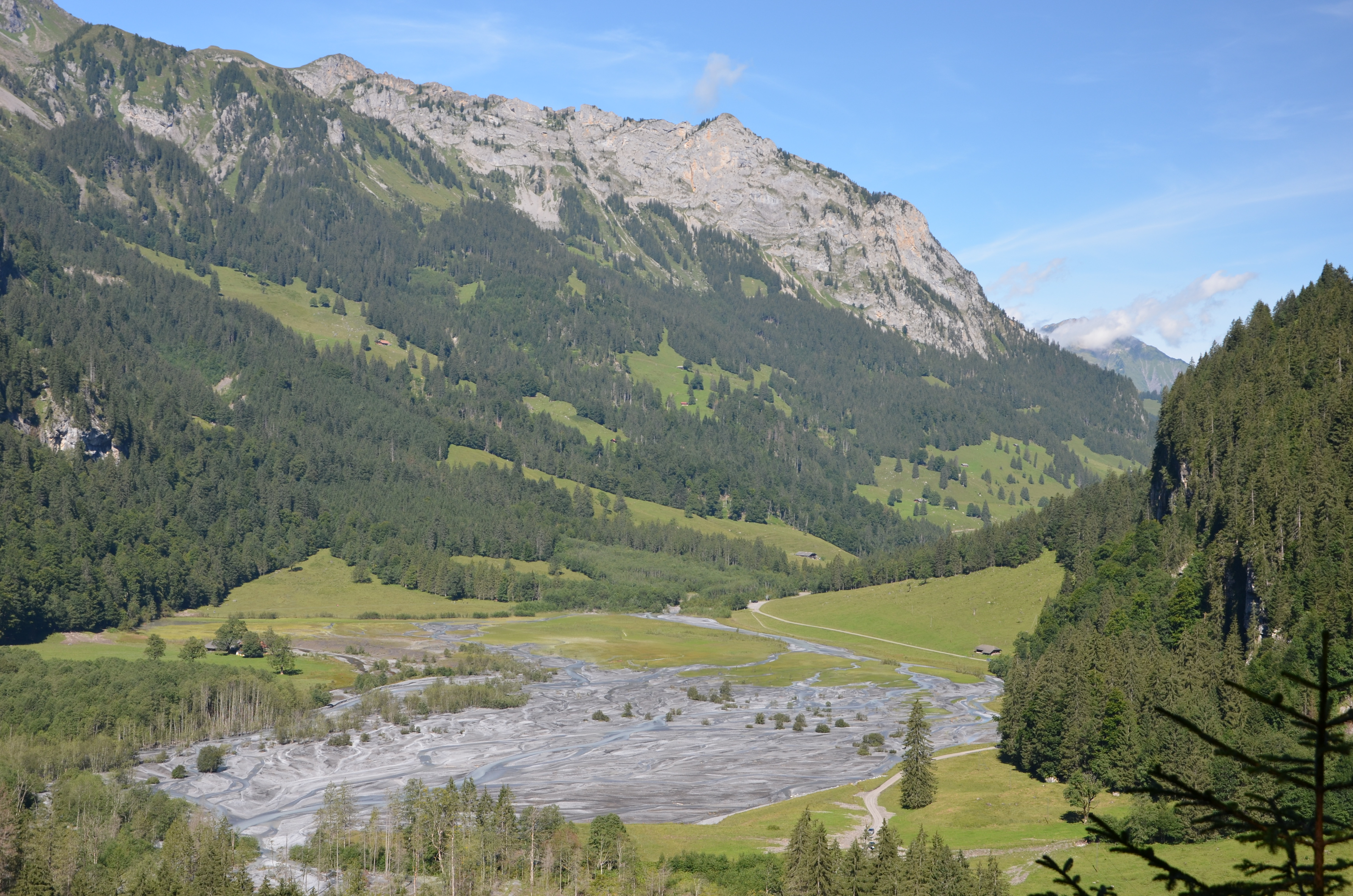

基訥河是瑞士的河流，位於該國中西部，流經伯恩州，屬於坎德河的右支流，河道全長9.4公里，流域面積90.4平方公里，河畔城鎮有賴興巴赫。